# Norwood Hallowell
Norwood Hallowell (Norwood Penrose „Pen“ Hallowell, III; * 2. November 1909 in Milton, Massachusetts; † 28. März 1979 in Andover, Massachusetts) war ein US-amerikanischer Mittelstreckenläufer, der sich auf die 1500-Meter-Distanz spezialisiert hatte.
1932 qualifizierte er sich als US-Meister für die Olympischen Spiele in Los Angeles, bei denen er Sechster wurde.

## Persönliche Bestzeiten
- 880 Yards: 1:52,6 min, 21. Mai 1932, Cambridge (entspricht 1:51,9 min über 800 m)
- 1500 m: 3:52,7 min, 16. Juli 1932, Palo Alto
- 1 Meile: 4:14,8 min, 2. Juli 1932, Berkeley
  - Halle: 4:12,4 min, 5. März 1932, Bronx